# Les Indians 2
Série Les Indians
Les Indians
(1989) Les Indians 3
(1998)
Pour plus de détails, voir Fiche technique et Distribution.
Les Indians 2 ou Ligue Majeure 2 au Québec (Major League II) est un film américain réalisé par David S. Ward, sorti en 1994. C'est la suite de Les Indians sorti en 1989. Ce film connaît une troisième opus, Les Indians 3, sorti en 1998.

## Synopsis
L'équipe des Indians de Cleveland fait son retour avec son lot de bras cassés pour une nouvelle saison de baseball.

## Fiche technique
Sauf indication contraire, les informations mentionnées dans cette section peuvent être confirmées par la base de données cinématographiques IMDb,  présente dans la section « Liens externes ».
- Titre français : Les Indians 2
- Titre québécois : Ligue Majeure 2
- Titre original : Major League 2
- Réalisation : David S. Ward
- Scénario : R. J. Stewart, d'après une histoire de R. J. Stewart, Tom S. Parker et Jim Jennewein (en), d'après les personnages créés par David S. Ward
- Producteurs : James G. Robinson (en) et David S. Ward
- Producteurs associés : Julia Miller et Ted Winterer
- Producteur exécutif : Gary Barber
- Directeur de production : Edward D. Markley
- Superviseur de la production : Susan Vanderbeek
- Musique : Michel Colombier
- Photographie : Victor Hammer
- Montage : Donn Cambern, Kimberly Ray, Paul Seydor (de) et Frederick Wardell
- Casting : Ferne Cassel
- Concepteurs des décors : Stephen Hendrickson
- Directeur artistique : Gary Diamond
- Décors : Leslie Bloom (en)
- Costumes : Bobbie Read
- Budget : 25 000 000 $
- Recettes : 30 626 182 $
- Société de production : Morgan Creek Productions
- Société de distribution : Warner Bros.
- Pays de production :  États-Unis
- Langue : anglais
- Formats : 1,85 : 1 | DuArt | 35 mm
- Son : Dolby Stereo
- Genre : comédie sportive
- Durée : 105 minutes
- Date de sortie : États-Unis 30 mars 1994

## Distribution
- Charlie Sheen (V.F. : Guy Chapellier) : Rick 'Wild Thing' Vaughn
- Tom Berenger (V.F. : Hervé Jolly ; V.Q. : Hubert Gagnon) : Jake Taylor
- Corbin Bernsen (V.Q. : Luis de Cespedes) : Roger Dorn
- Omar Epps (V.Q. : Gilbert Lachance) : Willie Mays Hayes
- Dennis Haysbert (V.Q. : Victor Désy) : Pedro Cerrano
- Eric Bruskotter (V.Q. : Benoît Rousseau) : Rube Baker
- James Gammon (V.Q. : Yves Massicotte) : Lou Brown
- Michelle Burke : Nikki Reese
- Randy Quaid : Johnny
- Alison Doody (V.Q. : Anne Bédard) : Rebecca Flannery
- Bob Uecker (V.Q. : Ronald France) : Harry Doyle
- David Keith (V.Q. : Guy Nadon) : Jack Parkman
- Takaaki Ishibashi (V.Q. : Jacques Lavallée) : Isuro Tanaka
- Margaret Whitton : Rachel Phelps
- Skip Griparis : Monte
- Michael Mundra : Frankie
- Rene Russo : Lynn Wells